# Besatt
Besatt – polska black metalowa grupa muzyczna, założona przez basistę Beldaroha, perkusistę Dertalisa oraz gitarzystę Weronisa w 1991 roku w Bytomiu.

## Obecny skład
- Beldaroh – gitara basowa, wokal
- Colossus – gitara elektryczna
- Astaroth – gitara elektryczna
- Exernus – instrumenty perkusyjne

### Byli członkowie zespołu
- Devastate – instrumenty perkusyjne
- Dertalis – instrumenty perkusyjne
- Deadlight – gitara elektryczna
- Morbid – instrumenty perkusyjne
- Vermin – gitara elektryczna
- Weronis – gitara elektryczna
- Creon – gitara elektryczna
- Sukkor Benot – instrumenty perkusyjne
- Lunaris – instrumenty perkusyjne
- Agonus – gitara elektryczna
- Fulmineus – śpiew, gitara elektryczna

## Dyskografia
Albumy studyjne
- In Nomine Satanas (1997)
- Hail Lucifer (1999)
- Hellstorm (2001)
- Roots of Evil (EP, 2003)
- Sacrifice for Satan (2004)
- Black Mass (2006)
- Triumph of Antichrist (2007)
- Demonicon (2010)
- Tempus Apocalypsis (2012)

Splity i kompilacje
- Underground Satanic (2000)
- Scream of the Eastern Lands (2003)
- Conquering the World with True Black Metal War (2004)
- Holokaust Zniewolonych Mas / Diabolus Perfectus / Raise the Blasphemer (2006)
- United by the Black Flag (2008)
- Diabolic Altar (2008)
- Unholy Trinity part I (2011)
- Unholy Trinity part II (2011)
- Unholy Trinity part III (2011)

Dema
- Czarci Majestat (1996, 2006 – reedycja)
- Korzenie Zła (2002)

## Wideografia
- Black Cult of Evil (2008, DVD)